# Tannsjö
Tannsjö este o arie protejată (arie specială de conservare — SAC, sit de importanță comunitară — SCI) din Suedia întinsă pe o suprafață de 15,8 ha, integral pe uscat.

## Localizare
Centrul sitului Tannsjö este situat la coordonatele 63°59′04″N 16°31′35″E / 63.9845°N 16.5263°E.

## Înființare
Situl Tannsjö a fost declarat sit de importanță comunitară în decembrie 1995 pentru a proteja un număr necunoscut de specii din flora spontană și fauna sălbatică aflate în arealul zonei. Situl a fost protejat și ca arie specială de conservare în martie 2011.

## Biodiversitate
Situată în ecoregiunea boreală, aria protejată conține 1 habitat natural: Taiga vestică.
La baza desemnării sitului se află un număr nedeclarat de specii protejate.